# Jeppe Aaskov Pallesen
Jeppe Aaskov Pallesen (født 17. juli 1997 i Aarhus) er en cykelrytter fra Danmark, der senest kørte for HRE Mazowsze Serce Polski.